# Metopochetus aequalis
Metopochetus aequalis är en tvåvingeart som beskrevs av Mcalpine 1998. Metopochetus aequalis ingår i släktet Metopochetus och familjen skridflugor. Inga underarter finns listade i Catalogue of Life.